# Lilly, Eure

Lilly este o comună în departamentul Eure, Franța. În 1 ianuarie 2022 avea o populație de 74 de locuitori.